# EXPAL BR 500
EXPAL BR 500 – hiszpańska bomba odłamkowo-burząca wagomiaru 500 kg. Bomba jest przenoszona przez samoloty VA-1 Matador, EAV-8B Harrier II, F-5 Freedom Fighter, Mirage F1 i EF-18 Hornet.